# جریان گرانت

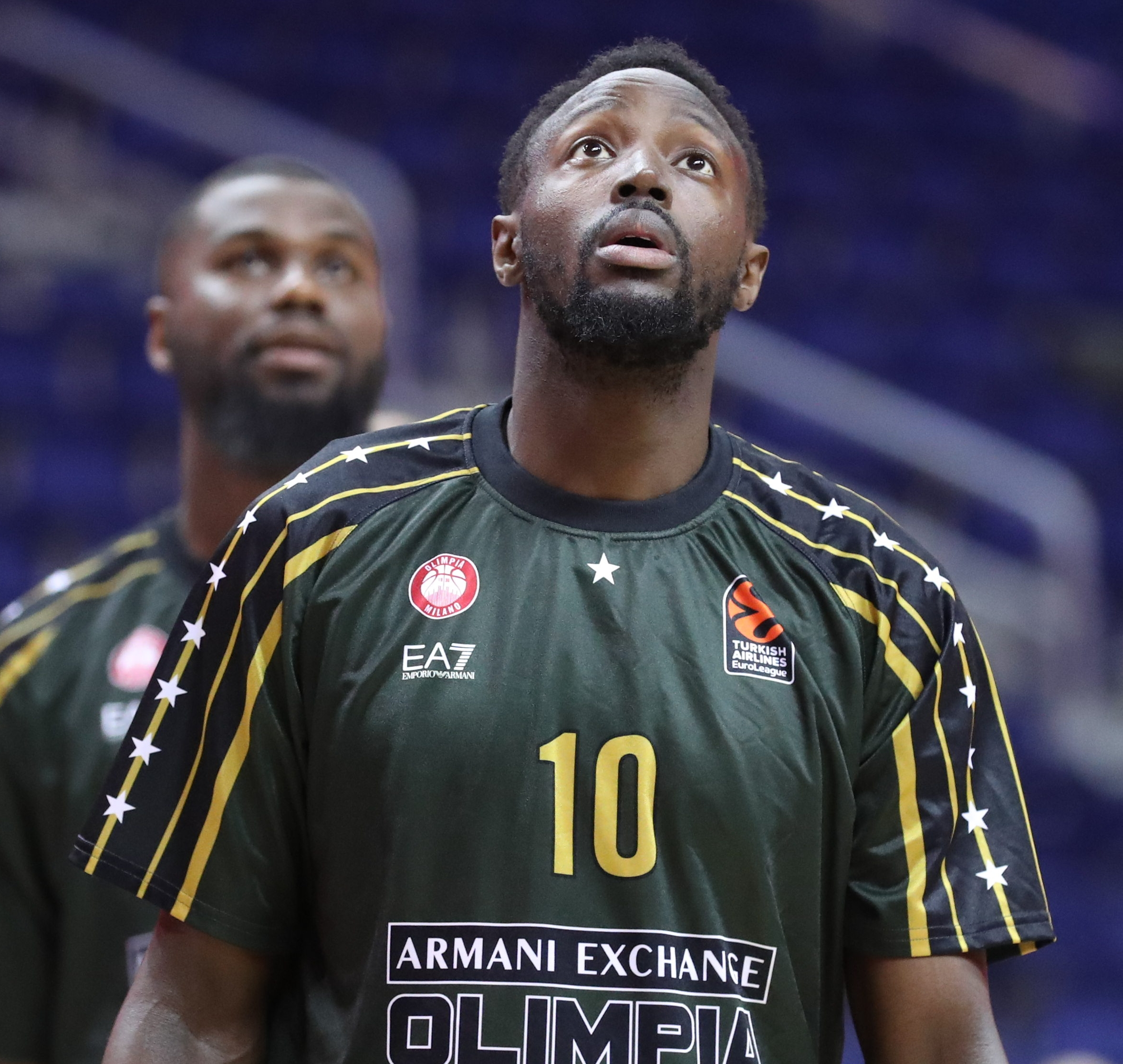
جریان گرانت با لباس شماره ۱۰

جریان گرانت (انگلیسی: Jerian Grant؛ زادهٔ ۹ اکتبر ۱۹۹۲) یک بازیکن بسکتبال اهل ایالات متحده آمریکا است.
از باشگاه‌هایی که در آن بازی کرده‌است می‌توان به نیویورک نیکس و شیکاگو بولز اشاره کرد.